# Memoriał Janusza Kusocińskiego 2013
59. Memoriał Janusza Kusocińskiego – międzynarodowy mityng lekkoatletyczny, który odbywał się 15 czerwca 2013 na Miejskim Stadionie Lekkoatletycznym im. Wiesława Maniaka w Szczecinie. 
Rywalizacja w rzucie młotem kobiet i mężczyzn była zaliczana do czwartej edycji challenge'u IAAF w tej konkurencji.

## Rezultaty

### Mężczyźni
| Konkurencja:          | 1. miejsce                                                              | Rezultat   | 2. miejsce                                                                                   | Rezultat     | 3. miejsce                                                                           | Rezultat   |
| Bieg na 100 m         | Remigiusz Olszewski                                                     | 10,66      | Przemysław Słowikowski                                                                       | 10,66        | Grzegorz Zimniewicz                                                                  | 10,67      |
| Bieg na 200 m         | Karol Zalewski                                                          | 20,79      | Mosito Lehata                                                                                | 20,96        | Shōta Iizuka                                                                         | 21,03      |
| Bieg na 400 m         | Kacper Kozłowski                                                        | 46,05 SB   | Marcin Marciniszyn                                                                           | 46,09 SB     | Rafał Omelko                                                                         | 46,39 SB   |
| Bieg na 800 m         | Edwin Kiplagat Melly                                                    | 1:45,25 SB | Adam Kszczot                                                                                 | 1:46,19      | Paul Renaudie                                                                        | 1:46,42 SB |
| Bieg na 1500 m        | Krzysztof Żebrowski                                                     | 3:43,23    | Adam Czerwiński                                                                              | 3:44,84      | Mateusz Demczyszak                                                                   | 3:45,11 SB |
| Bieg na 3000 m (U-23) | Szymon Kulka                                                            | 8:03,75    | Dawid Żebrowski                                                                              | 8:23,66 SB   | Jacek Żądło                                                                          | 8:28,27 PB |
| Sztafeta 4 x 100 m    | Polska · Kamil Kryński · Robert Kubaczyk · Kamil Masztak · Artur Zaczek | 38,96      | Polska U-23 · Remigiusz Olszewski · Kamil Supiński · Krystian Zalewski · Grzegorz Zimniewicz | 39,15        | Polska Juniorzy · Adam Jabłoński · Jacek Kabaciński · Dominik Kopeć · Tomasz Mudlaff | 40,37      |
| Skok o tyczce         | Raphael Holzdeppe                                                       | 5,60       | Piotr Lisek Robert Sobera                                                                    | 5,60 PB 5,60 |                                                                                      |            |
| Skok w dal            | Luis Rivera                                                             | 8,30 NR    | Tyrone Smith                                                                                 | 8,13 SB      | Tomasz Jaszczuk                                                                      | 8,05 SB    |
| Pchnięcie kulą        | Tomasz Majewski                                                         | 20,89 SB   | Dylan Armstrong                                                                              | 20,54        | Tim Nedow                                                                            | 19,84      |
| Rzut dyskiem          | Piotr Małachowski                                                       | 66,66      | Mario Pestano                                                                                | 63,96        | Robert Urbanek                                                                       | 62,99      |
| Rzut młotem           | Krisztián Pars                                                          | 81,02 WL   | Lukáš Melich                                                                                 | 80,28 PB     | Paweł Fajdek                                                                         | 79,99 SB   |

### Kobiety
| Konkurencja:                 | 1. miejsce                                                                | Rezultat   | 2. miejsce                                                                        | Rezultat   | 3. miejsce                                                                                 | Rezultat   |
| Bieg na 100 m wiatr -2,1 m/s | Marika Popowicz                                                           | 11,57      | Marta Jeschke Weronika Wedler                                                     | 11,78      |                                                                                            |            |
| Bieg na 400 m                | Justyna Święty                                                            | 52,61 PB   | Julija Barałej                                                                    | 52,69      | Daryna Prystupa                                                                            | 52,82      |
| Bieg na 800 m                | Joanna Jóźwik                                                             | 2:03,97    | Ewa Jacniak                                                                       | 2:05,89    | Paulina Mikiewicz                                                                          | 2:07,22 PB |
| Bieg na 1500 m               | Lisa Dobriskey                                                            | 4:04,81 SB | Luiza Gega                                                                        | 4:05,11 NR | Renata Pliś                                                                                | 4:07,35    |
| Sztafeta 4 x 100 m           | Polska · Marta Jeschke · Martyna Opoń · Marika Popowicz · Weronika Wedler | 43,64      | Polska U-23 · Ayla Kisiel · Klaudia Konopko · Magda Malinowska · Adrianna Ziętara | 45,88      | Polska Juniorki · Kamila Ciba · Kamila Janowska · Aleksandra Maliszewska · Monika Wiekiera | 46,27      |
| Skok w dal                   | Anna Jagaciak                                                             | 6,57 SB    | Teresa Dobija                                                                     | 6,57 SB    | Jéssica Carolina dos Reis                                                                  | 6,56 SB    |
| Rzut młotem                  | Betty Heidler                                                             | 76,48 WL   | Anita Włodarczyk                                                                  | 76,06 SB   | Yipsi Moreno                                                                               | 73,28 SB   |

## Rekordy
Podczas mityngu ustanowiono 2 krajowe rekordy w kategorii seniorów:
| Zawodnik    | Reprezentacja | Konkurencja         | Rezultat |
| ----------- | ------------- | ------------------- | -------- |
| Luis Rivera | Meksyk        | skok w dal          | 8,30     |
| Luiza Gega  | Albania       | bieg na 1500 metrów | 4:05,11  |